# 印第安诺拉 (爱荷华州)
印第安诺拉（Indianola）是美国艾奥瓦州沃伦县的城市，是沃伦县的县城，位于得梅因以南18英里。 2010年人口普查时人口为14782人。